# دی هوف
دی هوف (به هلندی: De Hoef) یک منطقهٔ مسکونی در هلند است که در درونده فینن واقع شده‌است. دی هوف ۹۱۳ نفر جمعیت دارد.